# Lago Jurong
Lago Jurong (en chino: 裕廊湖; en inglés: Jurong Lake; en malayo: Tasik Jurong; en tamil: ஜூரோங் ஏரி) es un lago de agua dulce y un reservorio de 70 hectáreas ubicado en la región occidental del país asiático de Singapur. Se formó con la construcción de represas en Sungei Jurong aguas abajo. El lago sirve como un reservorio de agua que contribuye al suministro del país. Se encuentra junto a una estación de metro. El lago está rodeado por zonas verdes, que sirven como lugar de recreo para los residentes de la zona oriental y otras partes de la ciudad estado.